# ヒートアイランドシリーズ
『ヒートアイランドシリーズ』は、垣根涼介による日本の小説シリーズ。

## 概要
大量の金をめぐって渋谷を舞台に繰り広げられる、強盗団とヤクザ、そしてストリートギャングたちの三つ巴の争いを描く。その後、アキや桃井・柿沢を主役とした続編が執筆されシリーズ化した。

### シリーズ一覧
- ヒートアイランド（2001年 文藝春秋 / 2004年 文春文庫）
- ギャングスター・レッスン（2004年 徳間書店 / 2007年 徳間文庫 / 2010年 文春文庫）
- サウダージ（2004年 文藝春秋 / 2007年 文春文庫）
- ボーダー（連載時は『聖域 サンクチュアリ』。2010年 文藝春秋）

## 映画
『ヒートアイランド』は、小説第1作の映画化作品である。2007年10月20日に公開された。映倫によりPG-12に指定されている。優男のナオが女性になっているなどの設定の変更がある。

### キャスト
- アキ：城田優
- カオル：木村了
- ナオ：北川景子
- ジュン：小柳友
- タケシ：浦田直也（AAA）
- サトル：鈴木昌平
- ミナミ：伴都美子
- ヨウコ：伊藤千晃（AAA）
- リューイチ：高岡蒼甫
- ロナウド：パパイヤ鈴木
- アンドレ：谷中敦
- 黒木：豊原功補
- 久間：近藤芳正
- 折田：松尾スズキ
- 桃井：細川茂樹
- 柿沢：伊原剛志

### スタッフ
- 原作：垣根涼介
- 脚本：サタケミキオ
- 監督：片山修
- 音楽：菅野祐悟
- 音楽プロデューサー：志田博英
- 撮影：斉藤幸一
- 照明：豊見山明長
- 録音：井家眞紀夫
- 編集：松尾茂樹
- 美術：松本知恵
- VE：さとうまなぶ
- 製作：「ヒートアイランド」製作委員会（デスペラード、タイガーチャイルドピクチャーズ（IMJエンタテインメント）、アミューズソフトエンタテインメント、博報堂DYメディアパートナーズ、スカパー・ウェルシンク、ワタナベエンターテインメント、ツインズジャパン、ワーナーミュージック・ジャパン、ザナドゥー）
- 制作プロダクション：タイガーチャイルドピクチャーズ、ツインズジャパン
- 配給：ザナドゥー
- 上映時間：106分

### 劇中使用曲
- ROCK'A'TRENCH
  - - ヒートアイランド （主題歌）
  - - ニューウェーブ （イメージソング）
- SOUL'd OUT - Catwalk
- BENNIE K with UNITYa.a.s. - UNITY〜Episode1〜
- UPLIFT SPICE - 花火の色
- SEAN PAUL - I'M STILL IN LOVE WITH YOU feat.SASHA
- A Hundred Birds - あわいいろ feat.TeN
- MINMI - Are yu ready
- LUPE FIASCO - SUNSHINE
- I THE TENDERNESS - So Crazy! feat.So'Fly
- さかいゆう - Midnight U...
- AI - No Way
- TWO-J - IN THE BACK STREET
- Mary - Fly For You